# Вон Х'є Гьон
Вон Х'є Гьон (кор. 원혜경) — південнокорейська ковзанярка, спеціалістка з бігу на короткій доріжці,  дворазова олімпійська чемпіонка, олімпійська бронзова медалістка,  чемпіонка світу та призерка чемпіонатів світу,  чемпіонка та призерка Азійських ігор. 
Першу золоту олімпійську медаль та звання олімпійської чемпіонки Вон виборола разом із подругами з корейської збірної на Олімпіаді в Ліллегаммері  естафетній гонці на 3000 метрів
.  На наступній Олімпіаді в Нагано кореянки, серед яких була Вон, повторили золотий успіх. У Нагано Вон отримала ще й особисту бронзову олімпійську медаль за третє місце на дистанції 1000 метрів. 

## Зовнішні посилання
- Досьє на sports-reference.com [Архівовано 29 січня 2010 у Wayback Machine.]

## Виноски
1. ↑  Lillehammer 1994 Official Report - Volume 3 (PDF). Lillehammer Olympic Organizing Committee. LA84 Foundation. 1994. Архів оригіналу (PDF) за 2 грудня 2010. Процитовано 16 січня 2014.
2. ↑  Nagano 1998 Official Report - Volume 3 (PDF). Nagano Olympics Organizing Committee. LA84 Foundation. 1998. Архів оригіналу (PDF) за 26 лютого 2008. Процитовано 16 січня 2014.